# تجزئة ماركوف
تجزئة ماركوف Markov partition هي أداة تستخدم في نظرية الأنظمة الديناميكية Dynamical systems وتسمح لطرق الديناميكا الرمزية Symbolic dynamics لتكون مطبقة في دراسة الأنظمة الفوقية hyperbolic systems. باستخدام تجزئة ماركوف، يمكن جعل النظام يشبه عملية ماركوف Markov process في تقطيع الوقت، مع الخصائص الديناميكية طويلة الأجل للنظام الممثل بنقلة ماركوف Markov shift .اسم ماركوف ملائم لأن الديناميكيات الناتجة للنظام تتبع خاصية ماركوف Markov property وعليه فأن تجزئة ماركوف تسمح لتقنيات الديناميكا الرمزية القياسية لتطبق ضمن حساب قيم التوقع والارتباطات والامكان التوبولوجي ودوال زيتا التوبولوجية ومحددات فريدهولم وما شابه ذلك.
محتويات [إخفاء]
• 1 الحافز
• 2 تعريف رسمي
• 3 أمثلة
• 4 مراجع
حافز [عدل ]
ليكن(M,σ) نظام ديناميكي مفرق discrete dynamical system. الطريقة الأساسية لدراسة دينامكياته هي ايجاد تمثيل رمزي : ترميز طبق الأصل لنقاط M من متتابعات رموز بحيث تصبح الدالة σ دالة النقلة shift map.
لنفترض أن M تم تقسيمها إلى عدد من الأجزاء E1,E2,…,Er , التي يعتقد أن تكون صغيرة وموضعية، مع عمليا أي تداخل . يمكن تتبع سلوك نقطة العاشر تحت تتكرر من قبل σ التسجيل، لكل ن، الجزء المنظمة الدولية للتعليم والذي يحتوي على (σn(x . هذه النتائج في تسلسل لانهائي على الأبجدية{1,2,…r} (الأبجدية هنا هي عدد منتهي من الرموز)الذي يشفر نقطة . بشكل عام، قد يكون غير دقيق هذا الترميز (قد تمثل نفس تسلسل العديد من نقاط مختلفة ) و مجموعة من متواليات التي تنشأ بهذه الطريقة قد يكون من الصعب وصفها. في ظل ظروف معينة، والتي تتم صريحة في تعريف دقيق لل قسم ماركوف، والتنازل عن تسلسل ل نقطة M يصبح تقريبا واحد إلى وأحد خريطة الذين الصورة هو نظام الديناميكية رمزية من نوع خاص يسمى التحول نوع محدود. في هذه الحالة، وتمثيل رمزي هو أداة قوية للتحقيق في خصائص النظام الديناميكية (M,σ).